# 심장근육

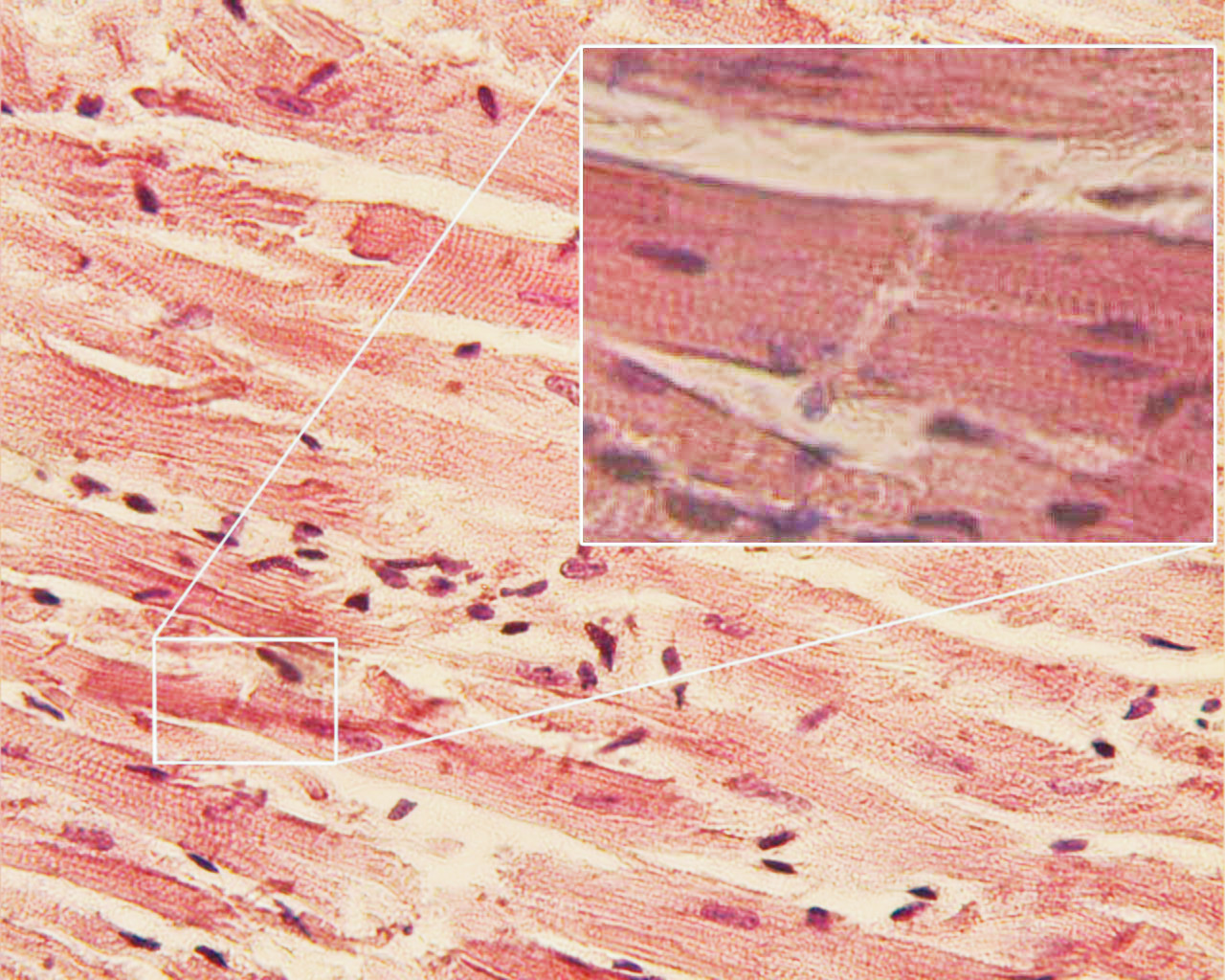

심장근육(영어: cardiac muscle, heart muscle, myocardium) 또는 심근(心筋) 또는 심장근은 심장에서만 볼 수 있는 근세포로 이루어진 조직이다. 가로무늬근을 가진 근원 섬유가 존재하는 것은 가로무늬근과 같지만 길이가 짧고, 양끝은 인접 세포와 연결되어 있다.
심실 또는 심방의 근세포는 모두 서로 연결되어 그물 모양을 하고 있을 것이라고 추측된다. 연결부는 특수한 결합을 하고 있으며, 휘선(輝線) 또는 개재판(介在板), 사이원반 등으로 불린다. 핵은 세포 중심부에 1-2개 있다. 근원 섬유의 구조는 가로무늬근과 같으나 섬유의 함유량은 적다. 심근의 특징은 신경의 자극이 없어도 자동적으로 수축·이완을 반복한다는 데 있다. 그렇기 때문에 심장에 분포하는 모든 신경을 절단해도 심장의 수축 활동에는 아무런 지장이 없다. 단, 필요에 따라 템포를 빠르게 하거나 늦게 하는 조절은 안 된다.
척추동물의 심장근은 내장근인데, 골격근과 같이 가로무늬를 지니고 있으며, 또 근섬유도 골격근과 같은 형태를 가지고 있다. 그러나 근섬유가 갈라져 서로 연결되고 있는 곳은 골격근과 다르다.  심장근은 골격근과 달리, 자극의 종류에 따라 강하거나 약하게 수축하지 못하고, 언제나 어떤 조건하에 있어서 최대의 수축을 한다. 또 수축하고 있을 때는, 다른 수축을 일으키는 자극이 와도 반응하지 않는다. 따라서 골격근에서 볼 수 있는 강직이 일어나지 않는다. 이것은 심장을 주기적으로 수축시켜 혈액을 동맥으로 보내기 위한 중요한 특성이라고 할 수 있다.

## 구조

### 미세해부학
심근세포(cardiomyocyte)라고도 불리는 심장근육세포(cardiac muscle cell, 심근세포)는 심장 근육의 수축성 근육세포(myocyte)이다.

## 같이 보기
- 사람 세포 유형 목록
- 뼈대근육
- 민무늬근육